# (5141) Tachibana
(5141) Tachibana est un astéroïde de la ceinture principale.

## Description
(5141) Tachibana est un astéroïde de la ceinture principale. Il fut découvert le 16 décembre 1990 à Geisei par Tsutomu Seki. Il présente une orbite caractérisée par un demi-grand axe de 2,87 UA, une excentricité de 0,06 et une inclinaison de 2,8° par rapport à l'écliptique.

## Compléments